# Onobrychis megataphros
Onobrychis megataphros är en ärtväxtart som beskrevs av Pierre Edmond Boissier. Onobrychis megataphros ingår i släktet esparsetter, och familjen ärtväxter. Inga underarter finns listade i Catalogue of Life.